# Eschiva av Saint Omer
Eschiva av Saint Omer, död 1260, var regerande furstinna av Galileen i kungariket Jerusalem mellan 1240 och 1247.
Hon var dotter till Rudolf av Saint-Omer, titulärfurste av Galileen och hans Agnes Garnier. 
Furstendömet hade varit ockuperat av de muslimska ayyubiderna sedan 1187. Eschiva ärvde det furstendömet vid sin fars död 1219, även om hon i praktiken inte hade kontroll över det. Hon gifte sig med Odo av Montbéliard (Odo av Montfaucon), son till Walter av Montbéliard (död 1212), regent av Cypern.
Hon återtog furstendömet fredligt 1240 som ett resultat av korståget 1239-1241 genom ett fördrag med det ayyubidiska sultanatet i Damaskus. Men viktiga städer som Tiberias plundrades redan 1244 av khorezmiska legosoldater från den ayyubidiska sultanen i Kairo, och 1247 hade större delen av Galileen gått förlorat för ayyubiderna igen.
Med Odo hade hon tre döttrar.